# ياسوكازو هامادا
ياسوكازو هامادا (باليابانية: 浜田 靖一) هو سياسي ياباني يشغل حاليًا منصب وزير الدفاع الياباني منذ أغسطس 2022. وعمل سابقًا كوزير للدفاع من عام 2008 إلى عام 2009. كما انه عضو في مجلس النواب. في سبتمبر 2008 عُين هامادا وزيراً للدفاع في عهد حكومة رئيس الوزراء تارو آسي، وكان هذا أول منصب وزاري له.

## وصلات خارجية
- الموقع الرسمي
(بالياباني)